# Sophie Vouzelaud
Sophie Vouzelaud (née le 21 juin 1987 à Saint-Junien) est une reine de beauté, mannequin, actrice et chansigneuse française, élue Première Dauphine de Miss France 2007.

## Biographie
Sophie Vouzelaud est née le 21 juin 1987 à Saint-Junien. Sourde de naissance, elle utilise la langue des signes. Elle a appris à parler et également à lire sur les lèvres.

### Première Dauphine de Miss Limoges
L'élection de Miss Limoges a lieu à Limoges le 11 février 2006, Sophie Vouzelaud est élue Première Dauphine de Miss Limoges. De ce fait, elle participe en tant que Miss à de nombreuses activités locales comme le carnaval, la fête de la Saint-Jean et fait quelques défilés.
Parallèlement, elle prépare en 2006 un baccalauréat professionnel en comptabilité.

### Miss Limousin
Le 14 octobre 2006, Sophie Vouzelaud fait partie des candidates au titre de Miss Limousin 2007. Elle se présente en pensant que cela lui servira d'expérience pour la suite. Grâce au public qui vote majoritairement pour elle, elle est élue Miss Limousin, titre qui la qualifie pour la prochaine élection de Miss France 2007.

### Première Dauphine de Miss France 2007
Le 9 décembre 2006, lors de l'élection de Miss France 2007, Sophie Vouzelaud termine Première Dauphine, derrière Rachel Legrain-Trapani. Elle est la seconde femme sourde à participer à une finale de l'élection de Miss France, après Stéphanie Pouchoy, Miss Pays d'Ain 1995, première Miss sourde.
Sophie Vouzelaud tient à s'exprimer de manière orale lors de la finale du concours Miss France, son interface en langue des signes française ne la comprenant pas lors de son interview. Exaspérée, Sophie Vouzelaud prend le micro pour montrer qu'elle peut se faire comprendre en parlant et réussit à répondre aux questions de Jean-Pierre Foucault, l'interface étant finalement trouvée à la dernière minute.
Sophie Vouzelaud n'est pas élue Miss France car il lui manque seulement un vote du jury. Elle devance pourtant Rachel Legrain-Trapani au niveau des votes téléphoniques et SMS des téléspectateurs  et termine ainsi Première Dauphine.
Sophie Vouzelaud apporte son soutien en avril 2007 à une initiative régionale[Laquelle ?]. Elle fait la une du premier magazine féminin régional So Glam, magazine tendance et de proximité de la région Limousin[source secondaire souhaitée].

### Concours Miss International
En juin 2007, Rachel Legrain-Trapani, Miss France 2007, souhaite que Sophie Vouzelaud représente la France à sa place au concours Miss Monde qui a lieu en décembre 2007. Mais quelques jours plus tard, le comité Miss Monde annonce qu'il refuse sa candidature, prétendant que seules les miss en titre peuvent concourir, alors qu'ils ont pourtant accepté deux dauphines dans le passé[source secondaire souhaitée].
Sophie représente alors la France au concours Miss International[source insuffisante] à Tokyo au Japon. Elle y rencontre notamment une autre candidate sourde, Vanessa Peretti, Miss Venezuela international.

### Autres activités
En octobre 2008, Sophie Vouzelaud publie Miss et sourde !, chez Leduc.s Editions.
En 2009, elle participe au jeu télévisé Fort Boyard, où elle est accompagnée d'une interprète qui sert de médiateur entre elle et les autres personnes.
Elle joue pour la première fois au cinéma dans le film L'amour c'est mieux à deux, sorti en 2010, où elle interprète Hélène, la sœur sourde d'Angèle (interprétée par Virginie Efira).
À l'automne 2015, elle participe à la sixième saison de l'émission Danse avec les stars sur TF1, aux côtés du danseur Maxime Dereymez, et termine huitième de la compétition[réf. nécessaire].
En 2016, elle participe à Chasseurs d'appart' sur M6 dans la région de Limoges avec son compagnon, Fabien.
En septembre 2017, elle participe à l'émission La robe de ma vie diffusée sur M6 le 20 novembre et rediffusée le 12 décembre 2017, avec l'apparition de Geneviève de Fontenay pour choisir sa future robe de mariage.
En 2024, elle est porteuse de la flamme olympique[évasif].

### Musique
En 2015, elle chansigne Libérée, délivrée (reprise de Frozen) puis en 2016, elle chansigne Je voudrais déjà être roi (reprise du Roi Lion).

## Parcours

### Miss
- 2006 : Miss Limoges 2006, élue le 11 février 2006 à Limoges.
- 2006 : Miss Limousin 2006, élue le 14 octobre 2006 à Limoges.
- 2006 : Première Dauphine de Miss France 2007, élue le 9 décembre 2006 à Poitiers.
- 2007 : Représentante de la France au concours Miss International 2007 à Tokyo.

### Prix de beauté décernés lors de la cérémonie après l'élection de Miss France
- 2007 : Prix de l'élégance Jean Doucet 2007.
- 2007 : Prix du charme Raoul Collet 2007.
- 2007 : Prix de la meilleure conduite Peugeot 2007.

### Marraine et ambassadrice
Sophie Vouzelaud est la marraine de plusieurs associations :
- la Fédération Nationale des Sourds de France (FNSF) ;
- le Secours Populaire Français (SPF) ;
- le salon Autonomic 2010[4] ;
- le concours Miss & Mister France Sourds.

Sophie Vouzelaud est également ambassadrice pour :
- Alain Afflelou ;
- Handicap Emploi du Crédit Agricole (HECA) du centre-ouest.

## Filmographie
- 2010 : L'amour c'est mieux à deux, de Dominique Farrugia et Arnaud Lemort
- 2017 : Vive la crise de Jean-François Davy

## Émissions de télévision
Sophie Vouzelaud participe à quelques émissions :
- 2009 : Fort Boyard (sur France 2) : en juin 2009, et l'émission est diffusée le 29 août 2009, en tant que candidate avec Patrick Poivre d'Arvor, Virginie Lemoine, Sophia Aram et les acteurs Darius Kehtari et Rodolphe Sand, en faveur du Secours populaire français[12].
- 2011 : Un dîner presque parfait (sur M6) : l'émission est diffusée du 24 janvier 2011 au 28 janvier 2011[13].
- 2012 : ONDAR Show (sur France 2) : le 13 octobre 2012.
- 2014 : Toute une histoire (sur France 2) : le 19 mars 2014, présenté par Sophie Davant.
- 2015 : Danse avec les stars (sur TF1) : depuis le 24 octobre 2015, candidate de la sixième saison, avec Maxime Dereymez pour partenaire de danse. Éliminée le 21 novembre 2015.
- 2016 : Chasseurs d'appart' sur M6 avec son compagnon. Émission du 22 août 2016.
- 2017 : La robe de ma vie sur M6. Émission du 21 novembre 2017.

## Discographie

### Singles
- 2015 : Libérée, délivrée (reprise de La Reine des neiges)
- 2016 : Je voudrais déjà être roi (reprise du Roi Lion)

## Publications
- Octobre 2008 : Miss et sourde !, chez Leduc.s Editions.
- Septembre 2017 : préface de La Langue des Signes Française pour les Nuls grand format : écrit par Antoine Bonnet et Betty Nikolic[14]